# Forces armées de la république de Croatie
Pour les articles homonymes, voir HZS.

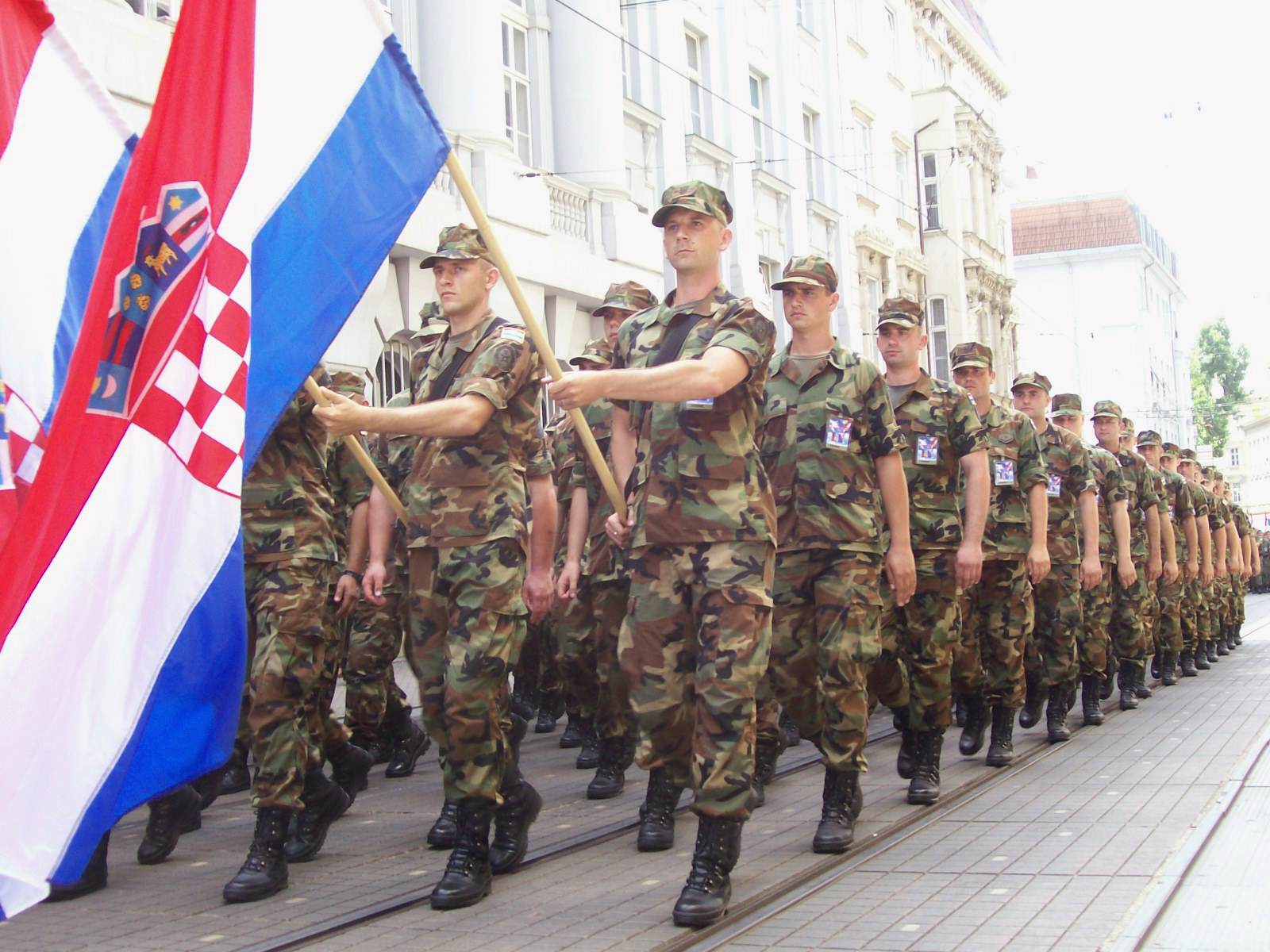
Armée de terre croate

Les forces armées de la république de Croatie (Oružane Snage Republike Hrvatske) se composent de trois grands corps d'armées :
- L'Armée de terre croate (Hrvatska vojska (HV))
- L'Aviation militaire et la défense aérienne croate (Hrvatske Zracne Snage (HZS))
- La Marine militaire croate (Hrvatska ratna mornarica (HRM))

## Effectifs globaux
En 2006, les effectifs de l'armée comptaient 23 100 personnes dont 18 100 militaires, 3 000 civils et 2 000 conscrits sans compter les 6 000 réservistes. Aujourd’hui, sur un total de 770 000 hommes en âge de porter l’uniforme, l’ensemble des forces armées Croates alignent 16 000 volontaires, en plus des 2 000 réservistes opérationnels contre 110 000 militaires et 1 800 000 réservistes il y a 15 ans.
Cette réduction de l’effectif est due non seulement au service militaire obligatoire aboli le 1er janvier 2008 mais aussi du fait de leur entrée dans l’OTAN.
Cette restructuration complète est la mise en œuvre du Plan de modernisation (2007-2015), qui outre la réorganisation complète de l’armée en petites unités modulaires et interarmes, passe par la modernisation de l’instrument militaire ainsi que sa doctrine d’emploi des forces en vue d'éventuelles projections internationales sous mandat ONU ou OTAN.

## Organisation globale
Le commandement des forces armées croates et un commandement centralisé et interarmées situé à Zagreb et dirigé par le Chef d’État Major des Armées (CEMA) Joseph Lucic.
En temps de paix l’organisation des forces armées et assurés par le ministère de la défense et le président de la république en sa qualité de chef suprême des armées, mais en temps de guerre c’est le CEMA qui prend toutes les décisions mais cela reste le parlement croate qui vote les budgets et les décisions diplomatiques importantes comme une déclaration de guerre ou une intervention en territoire étranger.

## Armée de terre

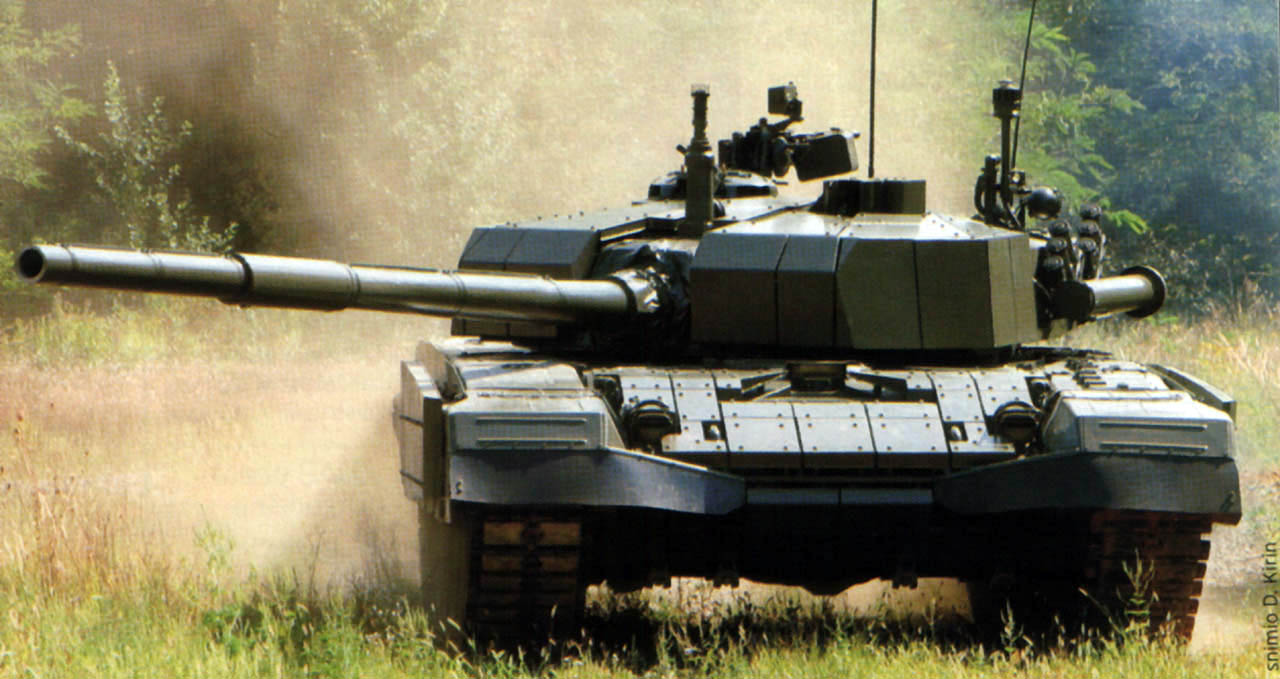
M-95 Degman, prototype d'un projet de char de l'armée croate abandonné.

L’armée de terre, la Hrvatska Vojska (HV), est la composante la plus importante des forces armées croates mais aussi celle qui a connu les plus grandes modifications, d’abord par la réduction de ses effectifs, passés de 105 000 militaires, 40 000 paramilitaires et 1 800 000 réservistes à une force armée plus réduite, de 12 500 militaires professionnels et 8 000 réservistes[Quand ?], mais aussi par une modernisation profonde de l’équipement opérationnel.
La HV, qui est une petite armée très modulaire et interarmes composée de deux brigades qui se caractérisent par leur mobilité, leur flexibilité et leur équipement parfaitement alignée sur la doctrine OTAN se compose comme ci-dessous[Quand ?] :
- Un quartier général, situé à Karlovac qui a sous son commandement les unités suivantes :
- La brigade blindée-mécanisée (située à Vinkovci) composée des unités suivantes :
  - Bataillon de char “Kune” (basé à Gasinci).
  - 1er bataillon Mécanisée “Sokolovi” (basé à Vinkovci).
  - 2d bataillon Mécanisée “Puma” (basé à Gainci).
  - Un bataillon d’Artillerie de campagne.
  - Un bataillon de Défense antiaérienne.
  - Un bataillon du Génie.
  - Un escadron de Reconnaissance.
  - Une compagnie de Transmissions.
  - Une compagnie de commandement logistique.
- La brigade Blindée-motorisée (situé à Knin) composé des unités suivantes :
  - 1er Bataillon de Blindée légers “Tigrovi”.
  - 2d Bataillon de Blindée légers “Gromovi”.
  - 1er Bataillon Motorisés “Vukovi”.
  - 2d bataillon Motorisés “Pauci”.
  - Un bataillon d’Artillerie de campagne.
  - Un bataillon de Défense antiaérienne.
  - Un bataillon du Génie.
  - Un escadron de Reconnaissance.
  - Une compagnie de Transmissions.
  - Une compagnie de Commandement logistique.
- La brigade de commandement et d’entrainement à la doctrine (situé à Zagreb) composé des unités suivantes :
  - 1er Régiment d’Infanterie motorisée (situé à Petrinja).
  - 1er Régiment d’Artillerie de campagne (situé à Bjelovar).
  - 1er régiment de Défense antiaérienne (situé à Zadar).
  - 1er régiment du Génie (situé à Karlovak).
  - 1er régiment de Commandement logistique (situé à Benkovak).
- Le régiment de la Garde.
- Un régiment de Transmissions.
- Un régiment de Police militaire.
- Un bataillon de Défense NBC.
- Une compagnie de Renseignement.

Il faut également savoir que la HV est en train de mettre en place un vaste programme de modernisation de ses équipements qui se conclura en 2015.
Ce programme vise à l’acquisition de matériel aux normes OTAN et d’engins de nouvelle génération ou la modernisation des équipements actuels. Parmi ces équipements, on peut retrouver, les Patria 8x8 AMV finlandais, les Iveco 4x4 LMV italiens, l’acquisition d’automouvant de 155 mm, les modifications de leur chars M84D pour moderniser 48 unités, ainsi que tout un lot d’armes d’infanterie (HK G36 C et K allemand, F2000, FN SCAR/L belges,carabine M4 ainsi que le TAR-21 israélien).
Mais vers 2010 la HV compte encore grandement sur du matériel de fabrication nationale qui se fait vieillissant : Le char M84D (environ 120), des T-55A (environ 200), 128 véhicules de combat d'infanterie BVP M-80A, ainsi qu’une centaine de 4x4 blindés légers BOV.

## Armée de l’air

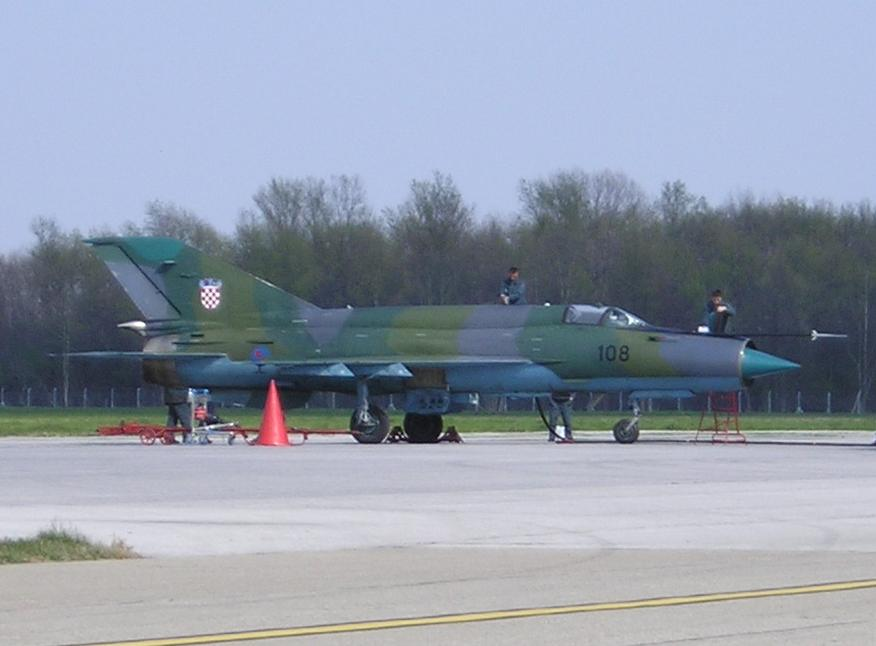
Un des MiG-21 croates.

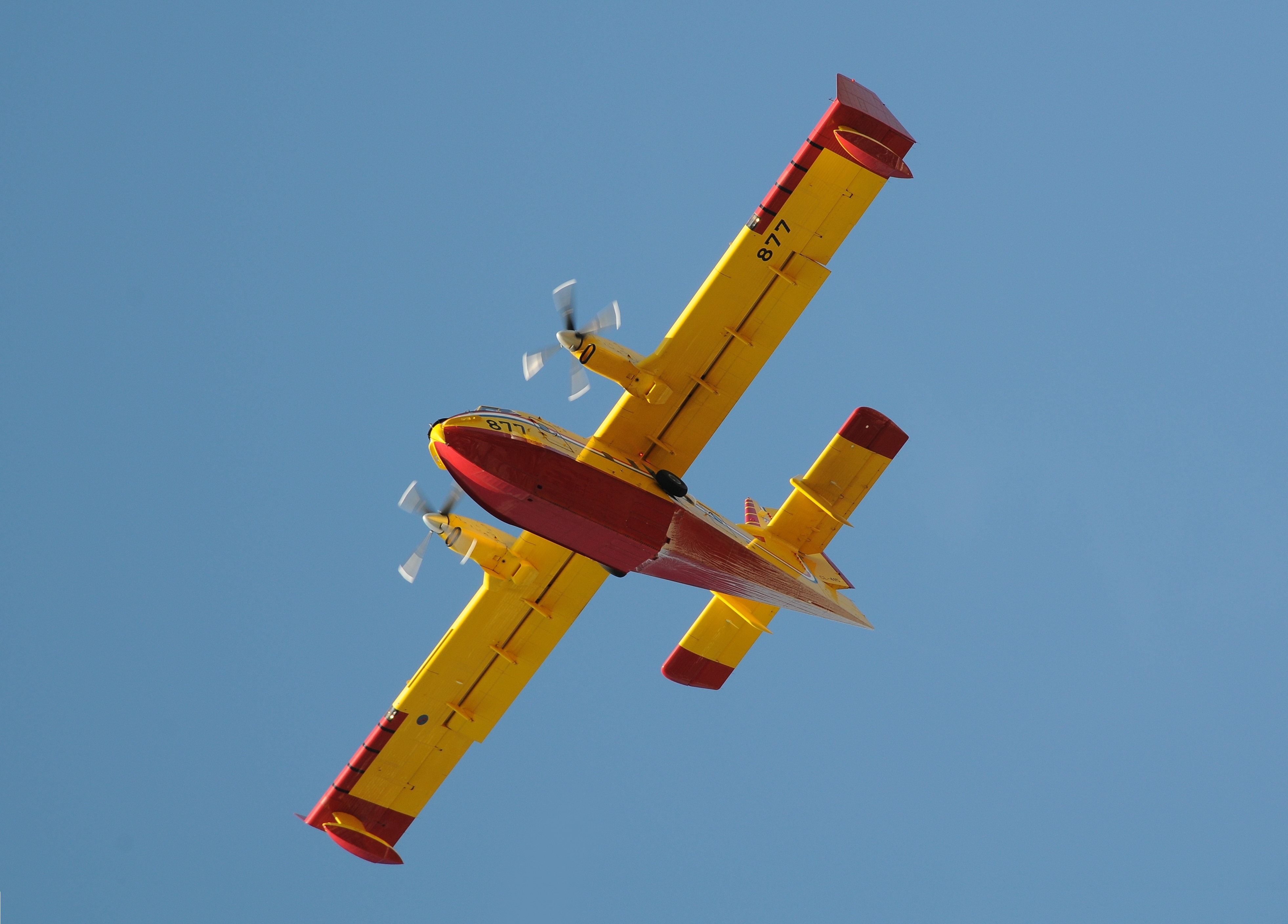
Un des Canadair CL-415 de l'unité de lutte anti-incendie croate, en vol aux environs de Zadar

L’armée de l’air croate (la HZS, formée officiellement le 12 décembre 1991) aligne aujourd’hui[Quand ?] 2 000 hommes et femmes et une centaine d’appareils. La HZS est organisée autour de 4 commandements territoriaux :
- Zagreb (Quartier général) sur la 91e Zrakoplovna Baza (ZB) (Base aérienne) composé des unités suivantes :
  - Un bataillon logistique.
  - La 21e Eskadrila Borbenith Aviona (EBA) (escadron de chasse sur Mig-21).
  - La 27e Eskadrila Transportnih Aviona (ETA) (escadron de transport sur An-32 et Piper).
  - La 28e Eskadrila Transportnitih Helikoptera (ETH) (escadron d'hélicoptères sur MI-171).
- Pula sur la 92e ZB composé des unités suivantes :
  - La 22 EBA également sur Mig-21.
  - La 25 Je-sovita Eskadrila za Elektronskp Djelovanje (escadron de guerre électronique) sur PC-9A modifié.
- Zadar sur la 93e ZB comprend tout le soutien militaro-civil, ainsi que l’escadron d’entrainement :
  - La 855e Protuop-arma Eskadrila, unité de lutte anti-incendie sur Canadair CL-415.
  - Un bataillon de logistique.
  - Le centre d’entrainement Rudolf-Persin.
- Divulje sur la 95e ZB avec les unités suivantes :
  - La 20e Eskadrila za Djevovaje na Moru (escadrille de lutte anti-navire).
  - La 23e EBA également sur Mig-21.

Les missions de cette armée de l’air sont essentiellement des missions de contrôle de l’espace aérien ainsi que sa défense contre toute attaque venant des trois dimensions mais aucune projection en OPEX faute de moyen approprié : les Mig-21, notamment des escadrons de chasse et d'appui, se font très vieillissants et leur remplacement possible vient seulement d'être évoqué.

## Marine

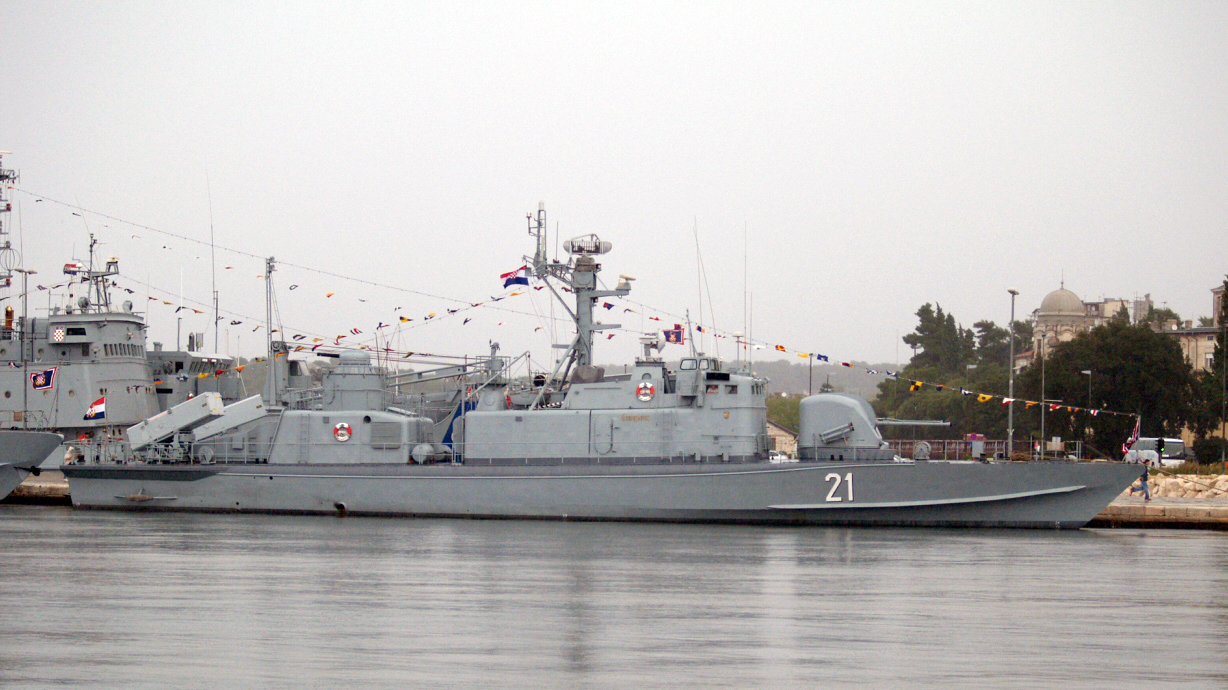
Corvette Sibenik

La Hrastka Ratna Momarica (HRM), la marine croate, dirigée par l’amiral Letica, a pour mission le contrôle et la défense des 1 500 km de côtes croates.
Avec un effectif de 1 850 éléments, s’articulant sur le commandement centralisé de Split, qui a sous son commandement les 3 commandements de secteur, (Celui de Lora, de Pula et de Ploce-Peljesac), la marine de guerre croate est la plus petite des composantes militaires croates.

## Forces spéciales
Les forces spéciales croates font l’objet d’une organisation particulière au sein des forces armées croates car elles ne relèvent d’aucun commandement particulier mais directement du chef d’état-major des armées et du Commandement des forces spéciales.
Elles comprennent le 350e Vojno Obavjestayna Boyna (bataillon de renseignement militaire), composée de 250 opérateurs spécialisés en matière de recueil, de traitement et de gestion de l’information, ainsi que du Bojna Za Speciljiana Djelovnanja, bataillon spécialisé dans le combat qui est quant à lui composé de 300 spécialistes répartis en cinq compagnies opérationnelles. La 1re compagnie est composée des commandos parachutistes ; la 2e est spécialisée dans les opérations en milieux montagneux, la 3e comprend les commandos de marine, la 3e est spécialisée dans le combat en zone urbaine et dans l’antiterrorisme et la 4e est chargée d’assurer l’appui feu spécialisé la 5e étant une compagnie de commandement et de logistique.

## Engagements internationaux
Durant ses premières années d'existence, la Croatie est le théâtre du déploiement de plusieurs missions de l'ONU et de l'OTAN sur son territoire ou sur les territoires voisins (SFOR, KFOR...). Toutefois, la nouvelle république cherche rapidement à devenir un membre actif aux opérations de paix dans le monde surtout au sein des instances régionales telles que l'OTAN et l'Union européenne (à laquelle elle adhérera en 2013). Ainsi, dès 1999, 10 observateurs militaires sont envoyés surveiller les accords de paix au Sierra Leone au sein de la MINUSIL. Cette participation accrue aux missions de maintien de la paix permet à l'armée croate de renforcer ses structures de défense.
L'armée croate est actuellement déployée au sein de plusieurs missions de maintien de la paix. Voici les effectifs déployés le 21 octobre 2011 :
- Afghanistan : 317 militaires au sein de la FIAS depuis février 2003 lorsqu'une section de police militaire de 50 hommes est déployée. La majorité de l'actuel contingent est une compagnie d'infanterie déployée au Camp Marmal dans la région du Commandement Ouest[5] ;
- Liban : 1 militaire déployé au sein de la FINUL depuis juillet 2007 ;
- Syrie et  Israël : 95 militaires déployés au sein de la FNUOD depuis mai 2008 sur le plateau du Golan ;
- Kosovo : 20 militaires au sein de la KFOR et deux hélicoptères Mil-171. La principale mission de ce contingent est de fournir des moyens de transport à la KFOR ;
- Liberia : 2 officiers d'état-major au sein de la MINUL ;
- Chypre : 2 militaires au sein de la UNFICYP ;
- 6 observateurs militaires au Sahara-Occidental depuis 2002 ;
- Inde et  Pakistan : 9 observateurs militaires au sein de la UNMOGIP depuis août 2002 ;
- 2 officiers croates sont déployés au sein de la mission Atalanta agissant en Somalie.

## Équipement
Liste des équipements de l'armée Croate en 2024:
| Type                                           | Modèle                  | Origine                    | Quantité en 2024   |                    |
| Armée de terre                                 | Armée de terre          | Armée de terre             | Armée de terre     | Armée de terre     |
| Véhicule de combat                             | Véhicule de combat      | Véhicule de combat         | Véhicule de combat | Véhicule de combat |
| ---------------------------------------------- | ----------------------- | -------------------------- | ------------------ | ------------------ |
| Char de combat principal                       | M-84                    | Yougoslavie                | 74                 |                    |
| Char de combat                                 | Léopard 2               | Allemagne                  | 50                 |                    |
| Véhicule de combat d'infanterie                | BVP M-80                | Yougoslavie                | 100                |                    |
| Véhicule blindé de transport de troupes        | BTR-50                  | Union soviétique           | 7                  |                    |
| Véhicule blindé de transport de troupes        | OT M-60                 | Yougoslavie                | 4                  |                    |
| Véhicule blindé de transport de troupes        | Patria AMV              | Finlande                   | 126                |                    |
| Véhicule de patrouille blindé - MRAP           | Maxxpro Plus            | États-Unis                 | 21                 |                    |
| Véhicule de patrouille blindé - MRAP           | RG-33 (en)              | Afrique du Sud             | 20                 |                    |
| Véhicule utilitaire blindé                     | IVECO LMV               | Italie                     | 10                 |                    |
| Véhicule utilitaire blindé                     | M-ATV                   | États-Unis                 | 53                 |                    |
| Véhicule anti chars                            | BOV-1 (en)              | Yougoslavie                | 20                 |                    |
| Artillerie                                     |                         |                            |                    |                    |
| Obusier 122 mm                                 | D-30                    | Union soviétique           | 27                 |                    |
| Mortier 82 mm                                  | LMB M96                 | Croatie                    | 55                 |                    |
| Mortier 120 mm                                 | M75 (en)                | Yougoslavie                | 46                 |                    |
| Mortier 120 mm                                 | UBM 52 (en)             | Yougoslavie                | 46                 |                    |
| Obusier automoteur 122 mm                      | 2S1 Gvozdika            | Union soviétique           | 8                  |                    |
| Obusier automoteur 155 mm                      | PzH 2000                | Allemagne                  | 13                 |                    |
| Lance-roquettes multiple 122 mm                | M-92 Vulkan             | Yougoslavie                | 6                  |                    |
| Lance-roquettes multiple 122 mm                | BM-21 Grad              | Union soviétique           | 21                 |                    |
| Défense aérienne                               |                         |                            |                    |                    |
| Missile sol-air courte portée                  | 9K35 Strela-10M3        | Union soviétique           | 3                  |                    |
| Missile sol-air courte portée                  | 9K35 Strela-10CRO       | Union soviétique / Croatie | 6                  |                    |
| MANPADS                                        | 9K310 Igla-1            | Union soviétique           | N/C                |                    |
| MANPADS                                        | 9K32M Strela-2M         | Union soviétique           | N/C                |                    |
| Canon antiaérien automoteur                    | BOV-3 SP (en)           | Yougoslavie                | 10                 |                    |
| Marine                                         |                         |                            |                    |                    |
| Navire lance-missiles                          | Classe Končar           | Yougoslavie                | 1                  |                    |
| Navire lance-missiles                          | Classe Kralj            | Yougoslavie                | 2                  |                    |
| Navire lance-missiles                          | Classe Helsinki (en)    | Finlande                   | 2                  |                    |
| Dragueur de mines                              | Korčula                 | Croatie                    | 1                  |                    |
| Navire de guerre amphibie / Mouilleur de mines | Classe Cetina (en)      | Yougoslavie                | 2                  |                    |
| Embarcation de débarquement                    | Type-21                 | Yougoslavie                | 2                  |                    |
| Embarcation de débarquement                    | Type-22                 | Yougoslavie                | 1                  |                    |
| Patrouilleur                                   | Classe Mirna            | Yougoslavie                | 4                  |                    |
| Patrouilleur                                   | Classe Omiš             | Croatie                    | 1                  |                    |
| Navire de sauvetage                            | Faust Vrančić           | Yougoslavie                | 1                  |                    |
| Navire de sauvetage                            | N/C                     | N/C                        | 4                  |                    |
| Embarcation de débarquement                    | PDS 713                 | Croatie                    | 1                  |                    |
| Navire d'entrainement                          | Andrija Mohorovičić     | Pologne                    | 1                  |                    |
| Robot sous-marin autonome                      | REMUS 100               | États-Unis                 | N/C                |                    |
| Missile de défense côtière                     | RBS15K                  | Suède / Allemagne          | 3                  |                    |
| Armée de l'air                                 |                         |                            |                    |                    |
| Avion de chasse                                | MiG-21bis               | Union soviétique           | 4                  |                    |
| Avion de chasse                                | MiG-21UMD               | Union soviétique           | 3                  |                    |
| Avion multicolore                              | Rafale B                | France                     | 12                 |                    |
| Avion de transport léger                       | An-32                   | Union soviétique           | 0 (2)              |                    |
| Avion d'entraînement basique et avancé         | PC-9M                   | Suisse                     | 17                 |                    |
| Avion d'entraînement                           | Z-242L                  | Tchécoslovaquie            | 4                  |                    |
| Hélicoptère de reconnaissance et d'attaque     | OH-58D Kiowa Warrior    | États-Unis                 | 15                 |                    |
| Hélicoptère de transport et d'attaque          | Mi-171Sh                | Union soviétique           | 10                 |                    |
| Hélicoptère polyvalent                         | UH-60M Black Hawk       | États-Unis                 | 4                  |                    |
| Hélicoptère polyvalent                         | Bell 206B Jet Ranger II | États-Unis                 | 8                  |                    |
| Missile air-air courte portée infrarouge       | R-60                    | Union soviétique           | N/C                |                    |
| Missile air-air courte portée infrarouge       | R-60MK                  | Union soviétique           | N/C                |                    |
| Missile anti chars à guidage laser             | AGM-114R Hellfire       | États-Unis                 | N/C                |                    |